# 밀리켄역
밀리켄역(Milliken Station)은 캐나다 온타리오주 토론토 동북쪽에 위치한 GO 트랜싯의 통근 열차인 스토우빌선 정차역이다. 스카버러의 밀리켄 지역에 위치한 이 역은 케네디 로드 동쪽, 스틸즈 애비뉴 남쪽에 위치해있다.

## 위치
밀리켄역은 메트로링스가 소유하는 억스브릿지선 52.9 마일 (85.1 km) 지점에 위치해있으며, 북쪽으로는 유니언빌역이, 남쪽으로는 에이진코트역이 위치해있다.
전역인 에이진코트역이 위치해있는 셰퍼드 애비뉴에서 북쪽으로 주택가를 지나며 핀치 애비뉴에 다다라서는 공장 지대를 지난다. 밀리켄역은 토론토와 마컴의 경계가 되는 스틸즈 애비뉴 바로 밑에 있으며, 스플렌디드 차이나 몰 건너편에 위치해있으며, 출입구는 레들리 애비뉴에 위치해있다. 이 역은 최근에 스토우빌선 확장 공사로 복선화되었고, 기존에 건널목으로 평면 교차하던 스틸즈 애비뉴에 교량을 놓아 입체로 교차한다. 스틸즈 애비뉴 북쪽에는 밀리켄 전 역 건물이 있었던 터를 지나며, 억스브릿지선은 북쪽으로 계속 이어진다. 14번 애비뉴를 지나면서 억스브릿지선이 캐나다 내셔널 철도의 화물철도 노선인 요크선을 지하로 지나간다. 다시 지상으로 올라와 407번 고속도로 교량 밑으로 지나간 뒤, 다음 역인 유니언빌역에 정차한다.

## 역사
밀리켄역을 지나는 억스브릿지선은 1871년 7월 1일, 토론토 & 니피싱 철도가 목재와 장작을 실어나르고자 1066mm의 협궤 철도로 스카버러에서 억스브릿지까지 개통하였다. 이후 토론토 & 니피싱 철도는 1881년 7월 미들랜드 철도에 인수되어 표준궤로 전환되고, 1884년에 그랜드 트렁크 철도로 인수되었다. 1923년에 GTR은 캐나다 내셔널 철도로 인수되었고 이 철도 노선은 본격적으로 억스브릿지선이 되었다.
억스브릿지선 개통 당시, 밀리켄역은 스틸즈 애비뉴 북쪽에 자그마한 판자 구조의 간이역 건물로 개통하였으며 억스브릿지와 이후 코보콘크행 여객 열차의 선택정차역으로 개통하였다. 1872년 기준 론빌에 있던 미들랜드정션 역과 토론토를 잇는 열차가 양방향으로 하루 두 대씩 운행하였는데 이당시 토론토 북동쪽의 시골 마을을 실어나르는 이 노선의 수요는 저조하기만 하였으며 20세기에 들어서서 북미의 여느 다른 노선과 같이 자동차 보편화로 쇠락의 길을 걷게 되었다. 1955년에는 코보콘크행 여객 열차가 운행이 중단되었으며 1963년에는 억스브릿지까지 이어지는 여객 열차 운행이 중단되면서 이 역은 폐역되었다.
한편 2차 세계 대전 이후 억스브릿지선 연선으로 도시가 계속 팽창하였고 1971년에는 요크 카운티가 요크 지방자치구로 재개편하였다. 한편 CN 철도는 토론토에서 마컴으로 가는 유일한 여객 열차편을 중단하고자 캐나다 철도위원회에 신청서를 제출하였는데, 캐나다 철도위원회는 이 신청서를 반려했을 뿐만 아니라 스토우빌까지 여객 철도를 복원하고 양방향으로 승객을 실어나르라고 명령하였다.
주정부가 개입을 시작한 건 이때쯤으로 배리선과 더불어 스토우빌선 운행을 레이크쇼어, 조지타운, 리치먼드힐 선을 운행하고 있었던 GO 트랜싯이 운행을 맡기로 하였고 밀리켄역은 1982년 9월 7일에 스토우빌선 통근 열차 정차역으로 새로 개통하였다.
이때 주정부가 배리선과 더불어 억스브릿지선을 따라 통근열차를 운행하기로 하였고 밀리켄역은 스토우빌선 열차가 운행을 시작한 1982년 9월 7일에 영업을 재개하였다. 개통 처음에는 6량 열차 한 대가 평일 아침에 스토우빌에서 출발해 유니언역을 향했고 오후에는 반대 방향인 스토우빌역으로 향했다. 이후 승객 수가 늘어나면서 정차하는 열차 수도 늘어났고 평일 러시 아워 뿐만 아니라 평상시에도 1시간 간격으로 정차하였다.
2005년 9월 6일, GO 트랜싯은 역을 확장하고 휠체어 승객도 이용할 수 있도록 하기 위해 역 위치를 기존 스틸즈 애비뉴 북쪽에서 남쪽으로 이전하였다. 기존 역은 승강장이 곡선으로 되어있어서 승무원이 열차 문을 여닫을 때 주변 승객을 살피기 어려웠고 주차 공간을 늘릴 공간이 마땅치 않아 역 위치를 이전하게 되었다. 스플렌디드 차이나 몰 맞은 편에 위치한 이 역은 12량 대응으로 지어졌으며 직선 승강장으로 승무원이 열차 중간에서 문을 여닫을 때 앞뒤를 제대로 살펴볼 수 있게 되었다. 이 역에는 725대의 주차 공간이 있고 역으로 마중나오는 운전자들을 위한 정차 공간은 물론 매표소, 대합실, 화장실 등이 있는 역 건물도 있다.
2018년 가을부터 광역급행철도 (Regional Express Rail, RER) 사업의 일환으로 억스브릿지선의 선로 용량을 늘려 스토우빌선 열차 배차를 늘리기 위해 현재 밀리켄역 선로를 복선화하는 공사가 이루어지고 있으며 이에 따라 두 번째 승강장도 추가된다. 두 승강장은 엘리베이터가 있는 지하도로 연결될 예정이며 각 승강장에는 눈과 비를 피할 수 있는 지붕이 있는 대기 공간이 마련된다. 또한 스틸즈 애비뉴까지 지붕이 있는 보도가 설치된다. 한편 스틸즈 애비뉴에 있던 철로 건널목은 입체 교차한다.

## 시설
밀리켄역은 직원이 상주하는 유인역으로, GO 트랜싯 매표소는 평일 오전 5시 40분부터 오전 11시 45분까지 개장하며, 나머지 시간대에는 무인으로 운영한다. 매표소에서는 프레스토 카드를 연령층에 맞춰서 설정하거나 기본 출발 및 도착역을 설정하여 하차태그를 하지 않아도 자동으로 정산할 수 있도록 할 수 있다. 이 외에도 통근열차 티켓 구매나 카드 충전은 역에 있는 자동판매기에서 할 수 있다. 프레스토 카드가 없는 경우에는 신용카드나 체크카드를 단말기에 태그해 요금을 정산할 수도 있고, 스마트폰에서 GO 트랜싯 홈페이지에 들어가 이티켓 (e-ticket)을 구매할 수도 있다.
밀리켄역에는 대합실, 화장실, 와이파이, 공중전화가 있으며, 승강장에는 눈과 비를 피할 수 있는 쉼터가 있으며 겨울에는 난방도 된다. 역 건물과 승강장, 열차 내부는 휠체어 승객도 이용할 수 있으며, 승강장 중앙에 있는 휠체어 경사로를 통해 휠체어 승객도 열차를 이용할 수 있다. 환승 주차장에는 661대 규모의 주차 공간이 있으며, 최대 48시간까지 무료로 주차할 수 있다. 이 역을 자주 이용하는 승객은 주차장에 지정 주차 공간을 예약할 수 있으며, 카풀해서 오는 승객들도 카풀 전용 주차 공간에 주차할 수 있다.
이 역으로 자전거를 타고 오는 승객들을 위한 자전거 거치대가 마련되어 있으며, 요크 지역 교통 버스는 케네디 로드에 위치한 퍼시픽 몰 맞은 편 버스 정류장에서 승차할 수 있으며 토론토 교통국 버스는 스틸즈 애비뉴, 케네디 로드 또는 미들랜드 애비뉴에 있는 버스 정류장에서 승차할 수 있다.

## 운행 계통
2023년 4월 기준 밀리켄역에는 평일 아침 유니언 방면 통근열차가 6대 정차하며, 평일 오후에는 올드엠 방면 통근열차가 6대 정차한다. 스토우빌선 버스는 이 역에 정차하지 않는다.

## 버스 연결편
밀리켄역에서 갈아탈 수 있는 버스는 다음과 같으며, 토론토 교통국과 요크 지역 교통의 시내버스로 갈아탈 수 있다. GO 트랜싯 통근열차와 YRT 시내버스간에는 무료 환승이 가능하지만, 토론토 교통국과의 환승은 별도 요금이 필요하다.

### 토론토 교통국 (TTC)
|  |  |  |

|  |

| 드루리 |
| 커머   |

|  |

|  |

|  |

|  |  |  |

|  |

|  |

|  |

|  |

|  |

|  |

|  |

|  |

|  |

|  |

|  |  |  |

|  |

|  |

|  |

|  |

|  |

|  |  |  |  |  |

|  |  |  |  |  |

|  |  |  |  |  |

|  |  |  |  |  |

|  |  |  |  |  |

|  |  |  |  |  |

|  |  |  |  |  |

|  |  |  |

|  |

|  |  |  |

|  |  |  |

|  |  |  |

|  |  |  |

|  |  |  |

|  |

| 드루리 |
| 커머   |

|  |

|  |

|  |

|  |  |  |

|  |

|  |

|  |

|  |

|  |

|  |

|  |

|  |

|  |

|  |

|  |  |  |

|  |

|  |

|  |

|  |

|  |

|  |  |  |  |  |

|  |  |  |  |  |

|  |  |  |  |  |

|  |  |  |  |  |

|  |  |  |  |  |

|  |  |  |  |  |

|  |  |  |  |  |

|  |  |  |

|  |

|  |  |  |

|  |  |  |

|  |  |  |

|  |  |  |

|  |  |  |

|  |

| 드루리 |
| 커머   |

|  |

|  |

|  |

|  |  |  |

|  |

|  |

|  |

|  |

|  |

|  |

|  |

|  |

|  |

|  |

|  |  |  |

|  |

|  |

|  |

|  |

|  |

|  |  |  |  |  |

|  |  |  |  |  |

|  |  |  |  |  |

|  |  |  |  |  |

|  |  |  |  |  |

|  |  |  |  |  |

|  |  |  |  |  |

|  |  |  |

|  |

|  |  |  |

|  |  |  |

|  |  |  |

|  |  |  |

|  |  |  |

|  |

| 드루리 |
| 커머   |

|  |

|  |

|  |

|  |  |  |

|  |

|  |

|  |

|  |

|  |

|  |

|  |

|  |

|  |

|  |

|  |  |  |

|  |

|  |

|  |

|  |

|  |

|  |  |  |  |  |

|  |  |  |  |  |

|  |  |  |  |  |

|  |  |  |  |  |

|  |  |  |  |  |

|  |  |  |  |  |

|  |  |  |  |  |

|  |  |  |

|  |

|  |  |  |

|  |  |  |

|  |  |  |

|  |  |  |

|  |  |  |  |  |

|  |  |  |  |  |

|  |  |  |  |  |

|  |  |  |  |  |

|  |  |  |  |  |  |  |

|  |  |  |  |  |

|  |  |  |  |  |

|  |  |  |

|  |  |  |

|  |  |  |

|  |  |  |  |  |

|  |  |  |

|  |  |  |

|  |  |  |

|  |  |  |

|  |  |  |  |  |

|  |  |  |

|  |  |  |  |  |

|  |  |  |

|  |  |  |  |  |

|  |  |  |  |  |

|  |  |  |  |  |

|  |  |  |

|  |  |  |

|  |  |  |

|  |  |  |

|  |  |  |

|  |  |  |  |  |

|  |  |  |  |  |

|  |  |  |  |  |

|  |  |  |  |  |

|  |  |  |  |  |  |  |

|  |  |  |  |  |

|  |  |  |  |  |

|  |  |  |

|  |  |  |

|  |  |  |

|  |  |  |  |  |

|  |  |  |

|  |  |  |

|  |  |  |

|  |  |  |

|  |  |  |  |  |

|  |  |  |

|  |  |  |  |  |

|  |  |  |

|  |  |  |  |  |

|  |  |  |  |  |

|  |  |  |  |  |

|  |  |  |

|  |  |  |

|  |  |  |

|  |  |  |

|  |  |  |

|  |  |  |  |  |

|  |  |  |  |  |

|  |  |  |  |  |

|  |  |  |  |  |

|  |  |  |  |  |  |  |

|  |  |  |  |  |

|  |  |  |  |  |

|  |  |  |

|  |  |  |

|  |  |  |

|  |  |  |  |  |

|  |  |  |

|  |  |  |

|  |  |  |

|  |  |  |

|  |  |  |  |  |

|  |  |  |

|  |  |  |  |  |

|  |  |  |

|  |  |  |  |  |

|  |  |  |  |  |

|  |  |  |  |  |

|  |  |  |

|  |  |  |

|  |  |  |

|  |  |  |

|  |  |  |

|  |  |  |  |  |

|  |  |  |  |  |

|  |  |  |  |  |

|  |  |  |  |  |

|  |  |  |  |  |  |  |

|  |  |  |  |  |

|  |  |  |  |  |

|  |  |  |

|  |  |  |

|  |  |  |

|  |  |  |  |  |

|  |  |  |

|  |  |  |

|  |  |  |

|  |  |  |

|  |  |  |  |  |

|  |  |  |

|  |  |  |  |  |

|  |  |  |

|  |  |  |  |  |

|  |  |  |  |  |

|  |  |  |  |  |

|  |  |  |

|  |  |  |

|  |  |  |

|  |  |  |

|  |  |  |

### 요크 지역 교통 (YRT)
| 노선 | 노선   | 노선    | 종점                   | 종점 | 종점            | 경유지 | 비고           |
| ---- | ------ | ------- | ---------------------- | ---- | --------------- | --- | -------------- |
| 8    | 케네디 | Kennedy | 케네디 / 메이저 매켄지 | ↔    | 케네디 / 스틸즈 | 북쪽 케네디 / 스틸즈 케네디 / 데니슨 케네디 / 14번가 유니언빌역 케네디 / 7번 케네디 / 16번 케네디 / 메이저 매켄지 | 매일 상시 운행 |

## 인접한 역
| 메트로링스 억스브릿지선 | 메트로링스 억스브릿지선 | 메트로링스 억스브릿지선 |
| ----------------------- | ----------------------- | ----------------------- |
| 에이진코트 유니언 방면  | GO 트랜싯 스토우빌선    | 유니언빌 올드엠 방면    |